# Conferenza internazionale cattolica del guidismo
La Conferenza internazionale cattolica del guidismo, in acronimo CICG, è una organizzazione mondiale di guide, aderente all'Associazione mondiale guide ed esploratrici, che riunisce le associazioni di guidismo e di scautismo femminile cattolico. In Italia ne è membro (per la propria parte femminile) l'AGESCI. È il corrispondente femminile della Conferenza internazionale cattolica dello scautismo.
La CICG è membro della Conferenza internazionale delle organizzazioni cattoliche (OIC)  e fa parte del Pontificio consiglio per i laici della Santa Sede.